# La Bionda
La Bionda war ein italienisches Musikerduo aus den Brüdern Carmelo (* 2. Februar 1949 in Ramacca; † 5. November 2022 in San Donato Milanese) und Michelangelo La Bionda (* 25. August 1952 in Ramacca). Sie galten als Vertreter des Italo Disco und waren auch unter dem Namen D. D. Sound (Disco Delivery Sound) bekannt.

## Biografie
Die beiden Brüder Carmelo und Michelangelo La Bionda wurden in Ramacca auf Sizilien geboren und wuchsen danach in Mailand auf. 1970 starteten sie ihre Karriere als Komponisten, Musikproduzenten  und Schallplattenverleger. Als Songwriter waren sie im Jahr 1970 mit „Primo sole, primo fiore“ für Ricchi e Poveri auf dem Songfestival in Venedig erfolgreich. In den frühen 1970er Jahren nahmen sie die Alben Fratelli La Bionda srl und Tutto va bene in den Apple Studios in London auf, wo ihnen Nicky Hopkins als Pianist assistierte. Sie schrieben für die italienische Sängerin Mia Martini den Song Bianca neve, amica, gentile vuoi se. 1975  spielte Michelangelo La Bionda ferner eine Akustikgitarre auf dem Album Volume VIII von Fabrizio De André.
1978 hatten die beiden Musiker zunächst einen Charterfolg in Österreich. Unter dem Namen D. D. Sound erschien bereits 1977 die Single 1-2-3-4… Gimme Some More!, die dort Platz 12 erreichte. Ihr Sommerhit One for You, One for Me, der als La Bionda veröffentlicht wurde, erreichte wenige Wochen später Platz 2 in den deutschen Charts und Top-10-Platzierungen in Österreich und in der Schweiz. Die Folgesingle Baby Make Love kam nur noch in der Schweizer Hitparade unter die ersten 10, in Deutschland und Österreich reichte es lediglich für die Top 20.
In den 1980er Jahren produzierten die Brüder La Bionda unter anderem das Duo Righeira und hatten mit dem Titel Vamos a la playa in Europa einen weiteren Charterfolg.
Carmelo La Bionda starb Anfang November 2022 im Alter von 73 Jahren an Krebs.

## Diskografie

### Als La Bionda

#### Alben
- 1972: F.lli La Bionda (als Fratelli La Bionda s. r. l.)
- 1975: Ogni volta che tu te ne vai
- 1977: Tutto va bene (als F.lli La Bionda)
- 1978: La Bionda
- 1979: Bandido
- 1979: High Energy
- 1980: I Wanna Be Your Lover
- 1998: InBeatween

#### Kompilationen
- 1987: One for You, One for Me
- 1994: Dancing with La Bionda
- 1994: The ★ Collection
- 2002: I grandi successi originali (2 CDs)
- 2009: Collections

#### Singles
- 1973: Chi
- 1977: Prisoner
- 1978: There for Me
- 1978: One for You, One for Me
- 1978: Baby Make Love
- 1979: I Got Your Number
- 1979: Disco Roller
- 1979: Bandido
- 1979: Never Gonna Let You Go
- 1979: I Wanna Be Your Lover
- 1981: Boxes
- 1981: You´re so Fine
- 1982: Sandstorm
- 1994: 1 for U, One X Me
- 1998: Eeah Dada (feat. Sandra Gunn & D. D. Klein)
- 1998: Ee-Ah Da-Da (Cuba Cuba Cuba)
- 2001: Survivor's Theme
- 2013: Come Back to My Life (feat. Zilla)

### Als D. D. Sound

#### Alben
- 1977: 1-2-3-4… Gimme Some More!
- 1977: Disco Delivery
- 1978: Café
- 1979: The Hootchie Cootchie

#### Kompilationen
- 1979: The Best of D. D. Sound (7 Tracks)
- 1992: Best Hits
- 1992: The Best of D. D. Sound (12 Tracks)

#### Singles
- 1977: Disco Bass
- 1977: Shopping Baby
- 1977: Burning Love
- 1977: 1-2-3-4… Gimme Some More!
- 1978: She's Not a Disco Lady
- 1978: Café
- 1978: Hawaii Calls Me Home
- 1979: The Hootchie Cootchie (Huci-Cuci)
- 1980: Love Me Tonight
- 1981: Wake Up in the Night
- 1982: Hawaii Calls Me Home
- 1999: 1,2,3,4… Gimme Some More (Original '97 Mix)

## Filmmusik
- 1980: Der Supercop
- 1981: Zwei Asse trumpfen auf (Chi trova un amico, trova un tesoro)
- 1983: Bud, der Ganovenschreck (Cane e gatto)
- 1986: Die Miami Cops